# Mactea avocettina
Mactea avocettina är en tvåvingeart som beskrevs av Richter 1976. Mactea avocettina ingår i släktet Mactea och familjen rovflugor. Inga underarter finns listade i Catalogue of Life.